# Championnat de Malte de football 1937-1938
Navigation
Saison précédente Saison suivante
La saison 1937-1938 de First Division Maltaise était la vingt-septième édition de la première division maltaise.
Lors de cette saison, le Floriana FC a tenté de conserver son titre de champion face aux trois meilleurs clubs maltais lors d'une série de matchs se déroulant sur toute l'année.
Les quatre clubs participants au championnat ont été confrontés à deux reprises aux trois autres.
C'est le Sliema Wanderers FC qui a été sacré champion de Malte pour la neuvième fois.

## Les quatre clubs participants
| Club                | Stade            | Capacité | Ville      |
| ------------------- | ---------------- | -------- | ---------- |
| Floriana FC         | -                | -        | Floriana   |
| Sliema Wanderers FC | Guze Fava Ground | 4 000    | Sliema     |
| St. George's FC     | -                | -        | Bormla     |
| Valletta City       | -                | -        | La Valette |

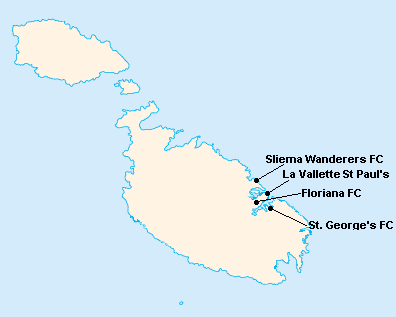
Localisation des clubs engagés dans le championnat.

L'île de Malte étant relativement petite, les clubs évoluent tous au stade National Ta'Qali (17 400 places). Certain cependant ont leur propre enceinte qu'ils peuvent éventuellement utiliser.

## Compétition

### Classement
| Rang | Équipe              | Pts | J | G | N | P | Bp | Bc | Diff |
| ---- | ------------------- | --- | - | - | - | - | -- | -- | ---- |
| 1    | Sliema Wanderers FC | 10  | 6 | 4 | 2 | 0 | 13 | 4  | +9   |
| 2    | Floriana FC (T) (C) | 8   | 6 | 3 | 2 | 1 | 11 | 5  | +6   |
| 3    | Valletta City (P)   | 3   | 6 | 0 | 3 | 3 | 4  | 9  | -5   |
| 4    | St. George's FC     | 3   | 6 | 1 | 1 | 4 | 3  | 13 | -10  |

| Légende : Qualifications et relégations | Légende : Qualifications et relégations                                                     |
| --------------------------------------- | ------------------------------------------------------------------------------------------- |
|                                         | Relégation en Second Division Maltaise                                                      |
|                                         | (T) : Tenant du titre 1936-1937 (P) : Promu en 1936-1937 (C) : Vainqueur du Trophée Rothman |

## Bilan de la saison
| Tableau d'Honneur       |                     |
| Compétition             | Vainqueur           |
| First Division Maltaise | Sliema Wanderers FC |
| Trophée Rothman         | Floriana FC         |

| Promotions et relégations            |             |
| Relégués en Second Division Maltaise | Floriana FC |
| Promus de Second Division Maltaise   | Melita FC   |